# Clinocera inermis
Clinocera inermis är en tvåvingeart som beskrevs av Friedrich Hermann Loew 1861. Clinocera inermis ingår i släktet Clinocera och familjen dansflugor. Inga underarter finns listade i Catalogue of Life.